# Rudolf Isbary
Rudolf von Isbary (14. listopadu 1827 Lipsko – 9. července 1892 Vídeň) byl rakouský podnikatel a politik německé národnosti, v 2. polovině 19. století poslanec Říšské rady a prezident Obchodní a živnostenské komory ve Vídni.

## Biografie
Narodil se v Lipsku, kde získal vzdělání. Roku 1844 se přestěhoval do Vídně, kde do roku 1849 pracoval v exportní firmě. Od roku 1849 působil jako samostatný kupec. V roce 1856 převzal společně s tchánem Karlem Hlawatschem textilní továrnu. Pak získal i textilku v západočeských Kraslicích. Jeho podnikání prodělalo značnou expanzi a textilní výroby ovládly americký trh. Už v roce 1860 zřídil pobočku v New Yorku. Po vystoupení Karla Hlawatsche vedl Isbary firmu se svými syny Rudolfem a Victorem.
Byl veřejně a politicky aktivní. V roce 1861 se stal náhradníkem Obchodní a živnostenské komory ve Vídni, roku 1866 řádným členem, roku 1872 jejím viceprezidentem a roku 1883 prezidentem vídeňské Obchodní a živnostenské komory (místo Johanna Gögla). V letech 1865–1874 byl kromě toho přísedícím obchodního soudu. V roce 1873 obdržel titul císařského rady. Roku 1880 se stal kurátorem c. k. rakouského muzea pro umění a průmysl. V roce 1880 založil poradnu pro rakouský export. Od roku 1880 byl až do jejího zestátnění členem správní rady Dráhy císařovny Alžběty a od roku 1873 zasedal ve správní radě Eskomptní společnosti.
Od roku 1861, podle jiného zdroje od roku 1862, zasedal jako poslanec Dolnorakouského zemského sněmu.
Byl také poslancem Říšské rady (celostátního parlamentu Předlitavska), kam nastoupil v prvních přímých volbách roku 1873 za kurii obchodních a živnostenských komor v Dolních Rakousích, obvod Vídeň. Mandát tu obhájil ve volbách roku 1879. Rezignaci oznámil na schůzi 30. listopadu 1880. V roce 1873 se uvádí jako Rudolf F. Isbary, cisařský rada, viceprezident dolnorakouské obchodní a živnostenské komory a majitel továrny, bytem Vídeň.
V roce 1873 do parlamentu nastupoval za blok německých ústavověrných liberálů (tzv. Ústavní strana, centralisticky a provídeňsky orientovaná), v jehož rámci představoval staroněmecké křídlo. V roce 1878 zasedal v staroněmeckém poslaneckém Klubu levice. Jako ústavověrný poslanec se uvádí i po volbách roku 1879. V říjnu 1879 byl na Říšské radě členem staroněmeckého Klubu liberálů (Club der Liberalen).
V lednu 1889 se stal doživotním členem Panské sněmovny (nevolená horní komora Říšské rady). I v ní se přiklonil k Ústavní straně.
Zemřel ve své vile ve vídeňském Hütteldorfu v červenci 1892 na zápal plic. Pohřeb se konal v evangelickém kostele na Gumpendorferstrasse.